# Ermita de Sant Salvador (Santa Maria de Besora)
Ermita de Sant Salvador és una obra romànica de Santa Maria de Besora (Osona) inclosa a l'Inventari del Patrimoni Arquitectònic de Catalunya.

## Descripció
Edifici d'una sola nau rectangular, amb absis, i orientada, com és tradició en època romànica, de llevant a ponent. La zona de l'absis està enlairada de la resta de la nau per un graó i separada d'aquesta per dos arcs triomfals. La nau es troba coberta amb volta de canó molt primitiva a l'interior, i a l'exterior amb teula àrab. La porta s'obre a la façana de ponent, un xic desplaçada de l'eix de simetria del campanaret d'espadanya que la remata i del petit ull de bou, que dona llum a l'interior.

## Història
Poques dades tenim d'aquesta ermita però fent la lectura arquitectònica de l'edifici podem veure que aquest, al llarg del temps ha sofert modificacions de reformes per necessitats constructives (potser va patir danys a l'angle sud-oest, el que obligà a una reconstrucció), no pas pels modismes de noves corrents artístiques, exceptuant una petita sanefa de guix, que a l'interior separa els murs del començament de la volta. Hom pensa que aquesta ermita bé podria ser d'època preromànica.